# 日向インターチェンジ
日向インターチェンジ（ひゅうがインターチェンジ）は、宮崎県日向市大字財光寺にある東九州自動車道のインターチェンジである。

## 歴史

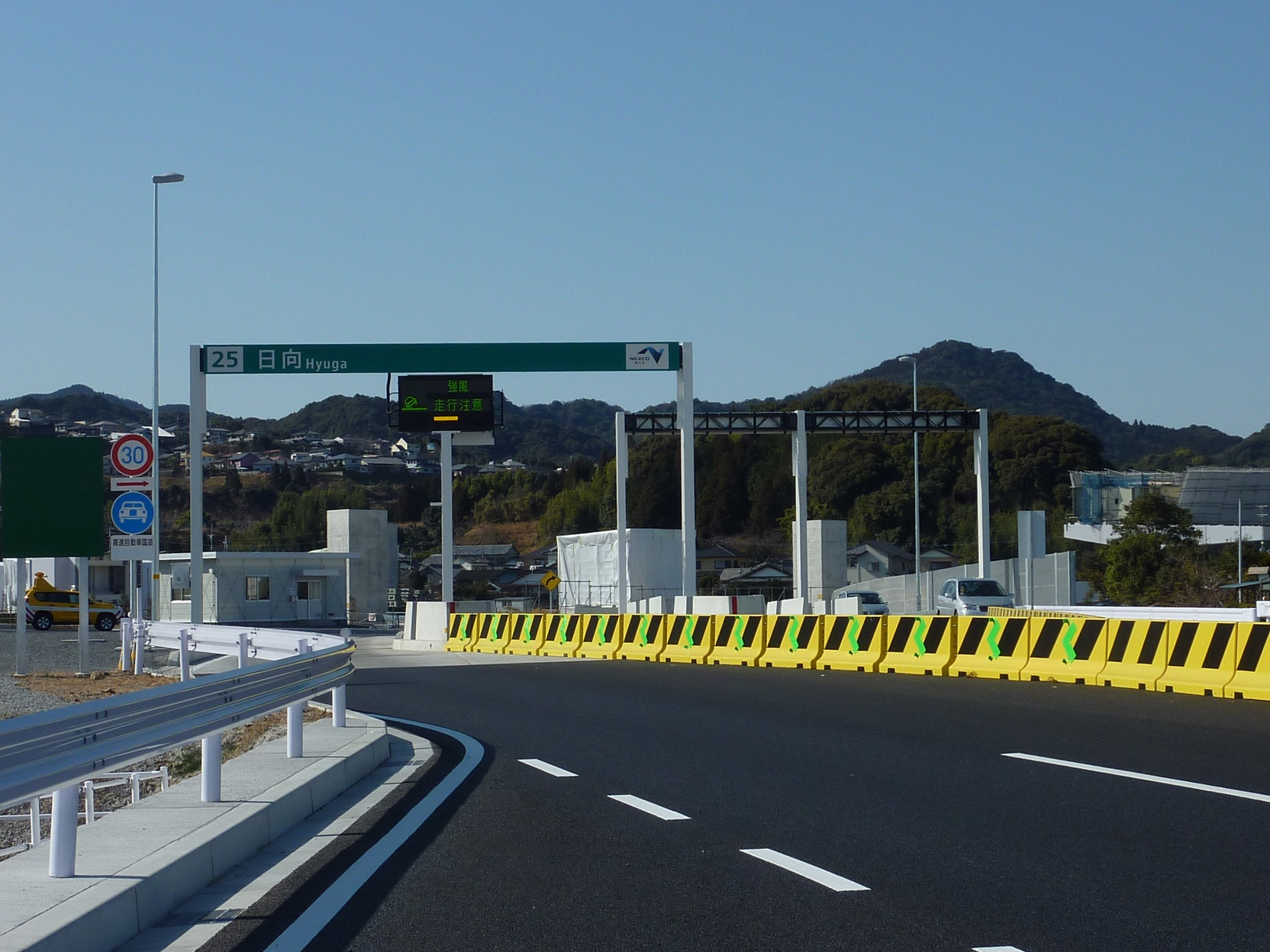
料金所設置前（宮崎方面延伸前）の出入口。2011年1月18日撮影。この時点では門川本線料金所で門川IC - 日向IC間の料金を徴収していた。

- 1989年（平成元年）2月27日：延岡 - 清武間の基本計画決定[1][2]。
- 1997年（平成9年）3月8日：門川IC - 西都IC間の整備計画決定[2]。
- 1998年（平成10年）12月25日：門川IC - 都農IC間の施行命令[2]。
- 1999年（平成11年）3月25日：日向IC - 都農IC間のくい打ち式[2]。
- 2003年（平成15年）8月29日：着工式。
- 2008年（平成20年）1月25日：門川IC - 都農IC間及びこれに伴う市道付替工事について国土交通大臣より土地収用法に基づく事業認定が公示される[3]。
- 2010年（平成22年）
  - 6月15日：高速道路無料化社会実験の対象区間に門川IC - 日向IC間を追加。翌年6月19日まで実施。
  - 8月30日：NEXCO西日本が門川IC - 日向IC間供用開始日を12月4日と発表。事業費：約491億円[4]
  - 11月28日：ハイウェイウォークが開催される。
  - 12月4日：門川IC - 日向IC間開通に伴い供用開始。
- 2011年（平成23年）1月24日：門川IC - 都農IC間の一部区間について国土交通大臣より土地収用法に基づく事業認定が公示される[5][6]。
- 2012年（平成24年）11月：日向IC - 都農IC間の「用地幅杭設置率」、「用地取得率」、「工事着手率」がすべて100%となる[7]。
- 2013年（平成25年）
  - 5月13日：日向IC - 都農IC間の舗装用アスファルトを製造するプラントの火入れ式[8][9]。
  - 5月27日：日向IC - 都農IC間の開通記念事業実行委員会が発足[10]。
  - 9月：日向IC - 都農IC間の「寺迫ちょうちょ大橋」竣工[11]。同橋は2010年に着工され世界初の工法「バタフライウェブ」が採用されている[11][12]。
- 2014年（平成26年）
  - 1月20日：日向IC - 都農IC間が開通することにより、東九州自動車道の宮崎市-延岡市間約100キロが開通することを受けて、日向IC - 都農IC間が開通する3月16日までの日数を示すカウントダウンボードが宮崎県庁本館正面玄関に設置される[13][14]。
  - 3月2日：日向IC - 都農IC間の高速道路を使った「ハイウェイウォーク」開催[15][16][17]。日向市、都農町の住民約5000人が参加した[16][17]。
  - 3月14日：アクセス道路の国道327号日向バイパス（国道10号 - 日向IC付近）が開通[18]。
  - 3月16日：日向IC - 都農IC間開通[19][20]。
  - 4月1日：高速バス「ひむか号」（宮崎-延岡線）の運行開始に伴い、日向ICに同路線のバス停が設けられる[21]。
- 2018年（平成30年）
  - 10月:「寺迫ちょうちょ大橋」が国際コンクリート連合（fib）が世界的に優れたコンクリート構造物に授与するfib賞の最優秀賞を受賞した[22][23]。アジアの高速道路では初となる[22][23]。

## 周辺
- 日豊海岸・お倉ケ浜（日本の渚100選、日本の白砂青松100選）
- お倉ヶ浜総合公園
- 金ヶ浜海水浴場
- 財光寺駅（JR九州・日豊本線）
- 宮崎県立日向高等学校
- 宮崎県立日向工業高等学校
- ミニボートピア日向
- 財光寺ショッピングセンター
- サウスタウン日向ショッピングセンター
- 細島港
- 道の駅日向
- 日向サンパーク
  - 日向サンパーク温泉

## 接続する道路
- 直接接続
  - 国道327号（日向バイパス）（赤岩通線）

塩見川左岸に位置する国道327号本線とは大きく離れている。
- 間接接続
  - 国道10号（日向バイパス）

日向市街の東部を南北に貫く幹線道路。
  - 宮崎県道226号土々呂日向線

旧国道10号。日向市街方面は一部未改良。
  - 宮崎県道15号日知屋財光寺線

小倉ヶ浜道路を経由して細島港・日知屋方面へ至る路線。

## 料金所
- ブース数：4

### 入口
- ブース数：2
  - ETC専用：1
  - ETC・一般：1

### 出口
- ブース数：2
  - ETC専用：1
  - 一般：1

## 日向バスストップ
日向バスストップ（ひゅうがバスストップ）は、東九州自動車道日向ICに併設されているバス停留所である。
停車していた全路線が2021年3月31日までに休廃止されたため、現在はこの停留所に停車するバス路線はない。

### 停車していた路線
- 宮崎・延岡 - 福岡（宮崎交通・西日本鉄道、夜行）2018年4月27日より停車、2020年5月31日限りで路線休止
- 宮崎 - 延岡「ひむか号」（宮崎交通・JR九州バス）2014年4月1日より運行開始、2021年3月31日限りで路線休止
- 別府・大分 - 宮崎「パシフィックライナー」[24][25]（大分交通・大分バス・亀の井バス・宮崎交通）2015年4月1日より運行開始、2021年3月31日限りで路線廃止

## 隣
E10 東九州自動車道
(24)門川IC - 門川BS - (24-1)門川南スマートIC - (25)日向IC - (26)都農IC